# Équipe de France de football en 1990
Maillots
Chronologie
Saison précédente Saison suivante
Cet article traite de l'année 1990 de l'équipe de France de football.
- Absente de la Coupe du monde 1990, l'équipe de France s'offre une victoire de prestige en début d'année contre la RFA, future championne du monde. Après l'Italie en février 1982 et l'Argentine en mai 1986, c'est la troisième fois d'affilée que la France bat les futurs vainqueurs de la Coupe du monde. Avec ironie, certains observateurs s'empressent de baptiser les Bleus les champions du monde des matchs amicaux.
- L'année 1990 semble toutefois marquer un début de redressement pour l'équipe de France, redoutable d'efficacité sous l'impulsion de son duo d'attaque Papin-Cantona, et qui entame parfaitement en fin d'année ses éliminatoires pour l'Euro 1992.

## Les matchs
| Date             | Stade                               | Adversaire         | Score | Comp | Buteurs français                    |
| 21 janvier 1990  | Stade Kazma Koweït City, Koweït     | Koweït             | V 1-0 | A    | Blanc (74e)                         |
| 24 janvier 1990  | Stade Kazma Koweït City, Koweït     | Allemagne de l'Est | V 3-0 | A    | Cantona (1re, 24e), Deschamps (73e) |
| 28 février 1990  | La Mosson Montpellier, France       | RFA                | V 2-1 | A    | Papin (43e), Cantona (82e)          |
| 28 mars 1990     | Nepstadion Budapest, Hongrie        | Hongrie            | V 3-1 | A    | Cantona (27e, 67e), Sauzée (70e)    |
| 15 août 1990     | Parc des Princes Paris, France      | Pologne            | N 0-0 | A    | -                                   |
| 5 septembre 1990 | Laugardalsvöllur Reykjavik, Islande | Islande            | V 2-1 | QCE  | Papin (12e), Cantona (76e)          |
| 13 octobre 1990  | Parc des Princes Paris, France      | Tchécoslovaquie    | V 2-1 | QCE  | Papin (59e, 89e)                    |
| 17 novembre 1990 | Stade Qemal Stafa Tirana, Albanie   | Albanie            | V 1-0 | QCE  | Boli (22e)                          |

A : match amical. QCE : match qualificatif pour l'Euro 1992

## Les joueurs
| Joueurs                                                          |     |    |     |     |     |     |     |     |
| Gardiens de but                                                  |     |    |     |     |     |     |     |     |
| Gilles Rousset (FCSM) (1re sélection)                            | 90  |    |     |     |     |     |     |     |
| Bruno Martini (AJA)                                              |     | 90 | 90  | 90  | 90  | 90  | 90  | 90  |
| Défenseurs                                                       |     |    |     |     |     |     |     |     |
| Basile Boli (AJA/OM)                                             | 90  | r9 | 49  | r21 | r45 | 90  | 90  | 90  |
| Manuel Amoros (OM)                                               | 90  | 81 | 90  | 45  | 76  | 90  |     |     |
| Éric Di Meco (OM)                                                | r14 | 90 | 90  |     |     |     |     |     |
| Franck Sauzée (OM/ASM)                                           | 90  | 79 |     | 79  | 90  | 90  | 90  | 90  |
| Franck Silvestre (FCSM)                                          | 90  | 11 |     | 90  |     |     | r5  |     |
| Bernard Casoni (Toulon/OM)                                       |     | 90 | 90  | 90  | 90  | 90  | 90  | 90  |
| Emmanuel Petit (ASM) (1re sélection)                             |     |    |     |     | 90  |     |     |     |
| Milieux                                                          |     |    |     |     |     |     |     |     |
| Bernard Pardo (Girondins de Bordeaux/OM)                         | 45  | 90 | 90  | 90  | 90  | 90  |     | 90  |
| Jean-Marc Ferreri (Girondins de Bordeaux) (dernières sélections) | r45 | 90 | 64  | 90  | 59  |     |     | 90  |
| Laurent Blanc (Montpellier)                                      | 90  | 83 | r41 | r11 |     | 76  | 90  | 90  |
| Didier Deschamps (OM/Girondins de Bordeaux)                      | r45 | 90 | 90  |     |     | 90  | 90  | 90  |
| Marcel Dib (ASM) (dernières sélections)                          | 90  | r7 |     |     |     |     |     |     |
| Rémi Garde (OL) (1re sélection)                                  | 90  |    | 90  |     |     |     |     |     |
| Luis Fernandez (Cannes)                                          |     |    |     | 69  | 45  | r6  | r38 |     |
| Jean-Philippe Durand (Girondins de Bordeaux)                     |     |    |     | r45 | r14 | r14 | 90  |     |
| Christian Perez (PSG)                                            |     |    |     | 90  | 90  | 90  |     | 90  |
| Jocelyn Angloma (PSG) (1re sélection)                            |     |    |     |     |     |     | 52  | r8  |
| Attaquants                                                       |     |    |     |     |     |     |     |     |
| Éric Cantona (Montpellier/OM)                                    | 45  | 90 | 90  | 90  | 90  | 84  | 90  |     |
| Pascal Vahirua (AJA) (1re sélection)                             | 45  | 90 | r26 |     | r31 |     | 85  | 82  |
| Jean-Pierre Papin (OM)                                           | r31 |    | 90  |     | 90  | 90  | 90  |     |
| Philippe Tibeuf (ASSE) (uniques sélections)                      |     |    |     | 63  |     |     |     | 66  |
| Fabrice Divert (Caen) (1re sélection)                            |     |    |     | r27 |     |     |     |     |
| David Ginola (Brest) (1re sélection)                             |     |    |     |     |     |     |     | r34 |